# Port de Larrau
Przełęcz Larrau (fr. Port de Larrau, hiszp. Puerto de Larrau, bask. Larraineko mendatea) – przełęcz w Pirenejach położona na wysokości 1583 m n.p.m. Leży na granicy Francji i Hiszpanii. Przez przełęcz przebiega droga łącząca hiszpańską miejscowość Ochagavía w prowincji Nawarra na południu z francuską miejscowością Larrau w departamencie Pireneje Atlantyckie na północy.
W 2007 r. przełęcz znalazła się na trasie 94 edycji wyścigu Tour de France.

## Galeria

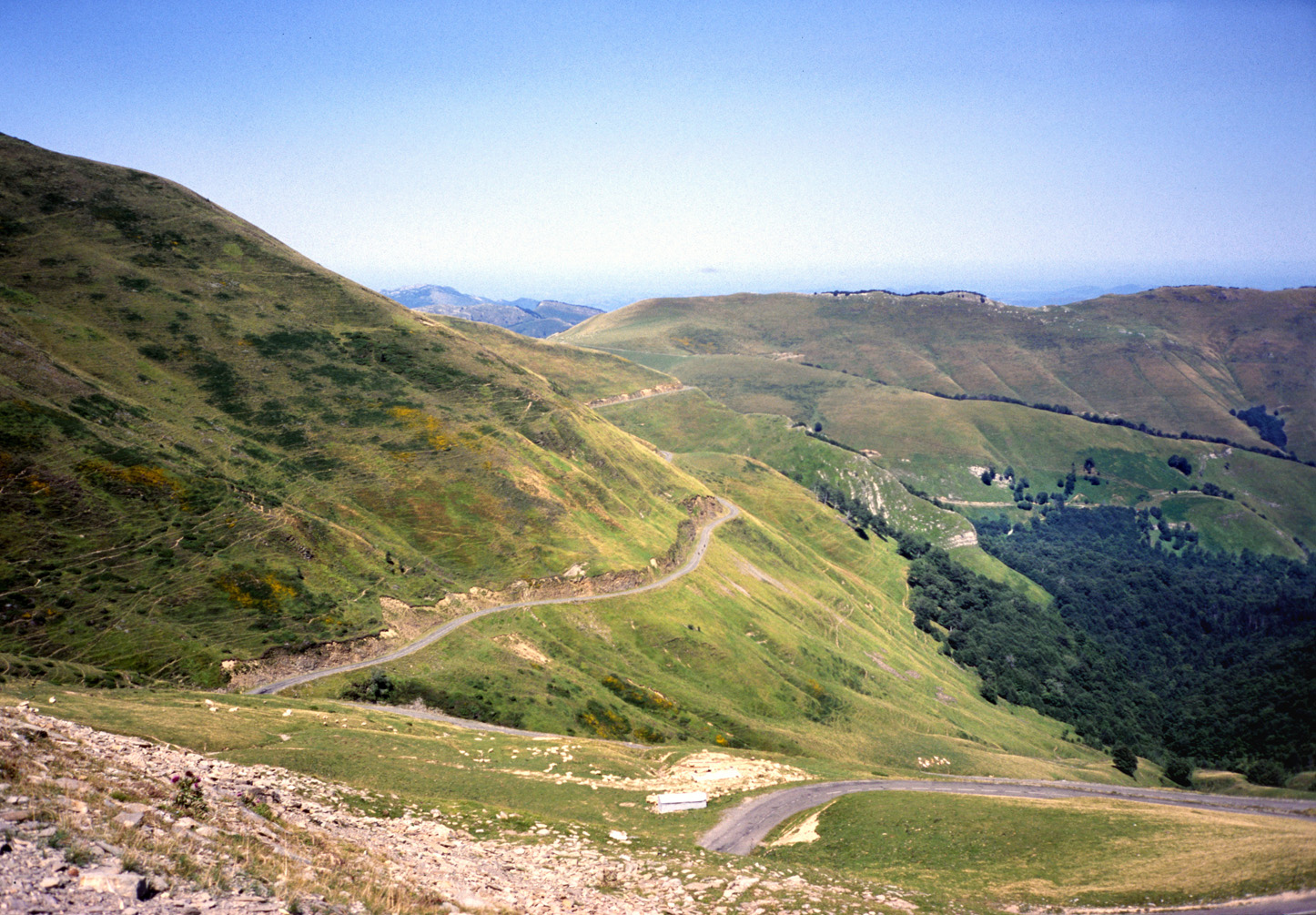
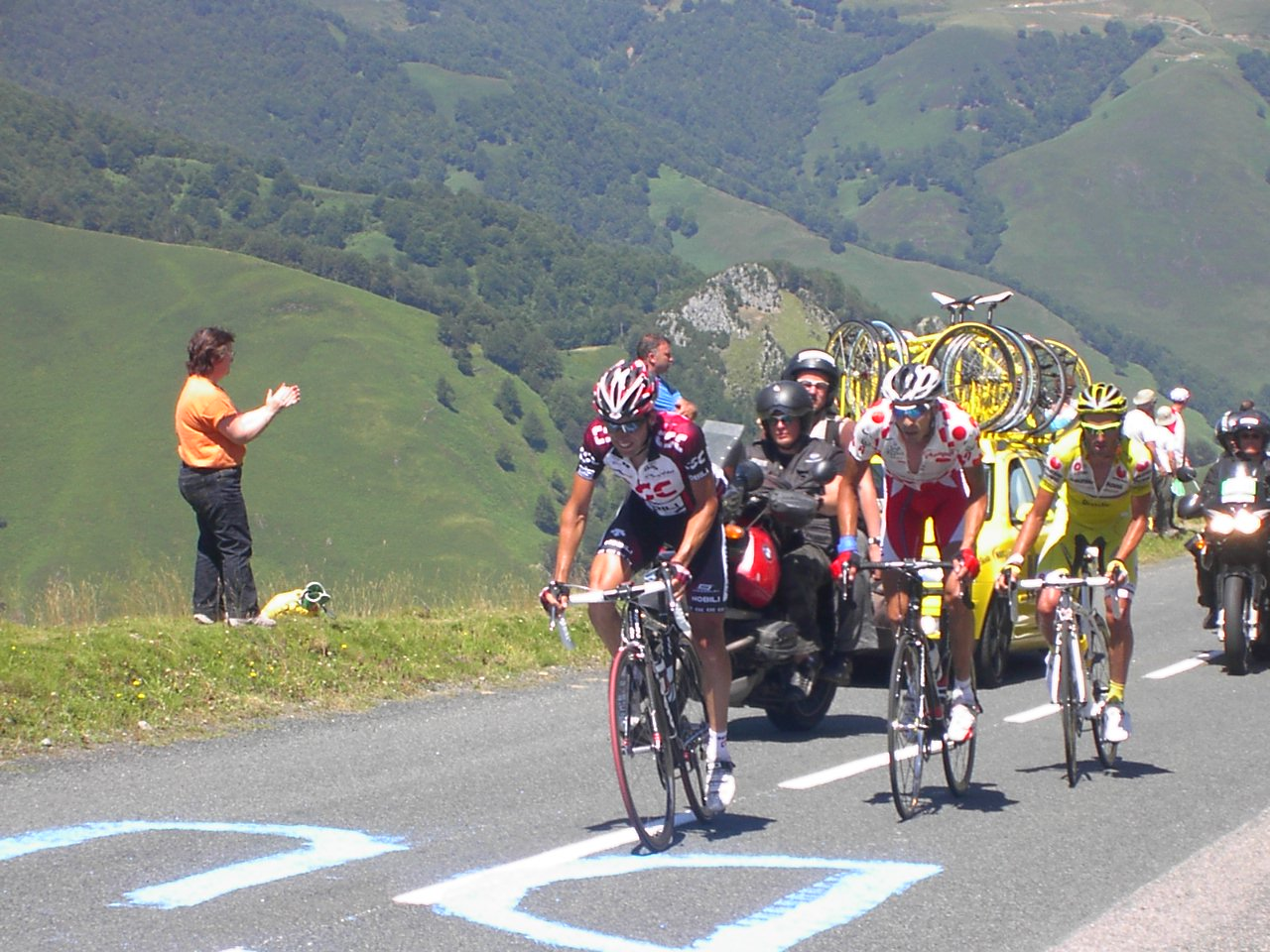
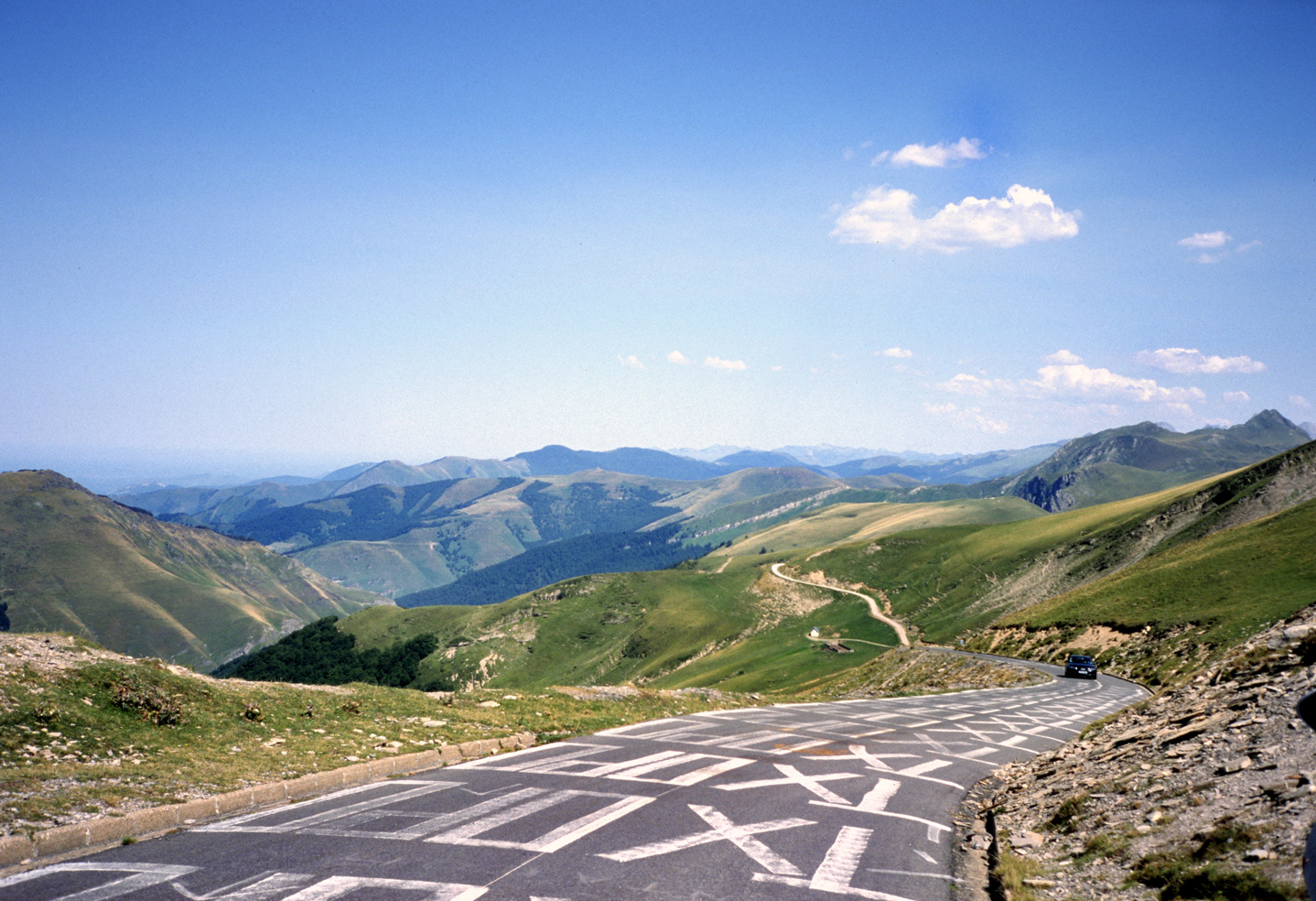